# Доросинский сельсовет
Доросинский сельсовет — упразднённая административная единица на территории Любанского района Минской области Республики Беларусь.

## Состав
Доросинский сельсовет включал 4 населённых пункта:
- Доросино — деревня.
- Замошье — деревня.
- Лески — деревня.
- Радуга — посёлок.